# Маленький принц (гурт)
«Маленький принц» — музичний колектив, створений в кінці 1980-х композитором і саунд-продюсером гурту «Міраж» А. Литягиним. Постійний фронтмен гурту з дня її заснування - Олександр Хлопков. Найбільш відомі хіти: «Ми зустрінемося знову», «Я не знаю, навіщо мені ти», «Прощай». У різний час спеціально для гурту писали А. Литягин, О. Степанова, І. Ніколаєв, С. Трофімов .

## Історія
За спогадами соліста «Маленького принца» Олександра Хлопкова , спочатку ідея створення гурту прийшла в голову Андрію Литягину в серпні 1988 року на гастролях гурту «Міраж» в Євпаторії.
На одному з концертів фінальну пісню вийшли співати всі солістки гурту, в числі яких випадково виявився О. Хлопков, що був у той час клавішником «Міража». Продюсер звернув увагу на талановитого хлопця і запропонував спробувати співати сольно. Назву «Маленький принц» запропонував близький друг Хлопкова, Михайло Горячев, великий шанувальник Екзюпері.
Незабаром на студії концертного залу Гор-Холл в м Талліні був записаний музичний матеріал. Всі партії гітари були записані учасником гурту «Міраж» Олексієм Горбашовим. У серпні 1989 року «Маленький принц» вперше працював на сцені на розігріві в концертній програмі «Міража».
Активна музична діяльність велася колективом аж до 1994 року, коли в зв'язку з економічним становищем в країні Олександр Хлопков був змушений зайнятися власним бізнесом. «Маленький принц» покинув велику естраду.
Назву гурту спробували відродити на початку 2000-х років на хвилі інтересу до епохи євродиско. В даний час «Маленький принц» іноді виступає на корпоративних заходах  і в рамках проекту «Дискотека СРСР» (створеного солістом гурту « Солодкий сон» С. Васютою).[джерело не вказане 1985 днів]

## Дискографія

### Ми зустрінемося знову (1989)
1. Я не знаю, навіщо мені ти
2. Голос в ночі
3. Прощай
4. Не знаю тебе
5. Снігова людина
6. Ти чи ні
7. Ми зустрінемося знову
8. Голос в ночі (Інструментал)

Музика А. Литягина , слова О. Степанової.

### Маленький принц (1994)
В оновлену версію увійшли пісні Ігоря Ніколаєва «Осінь» і «Мокрий асфальт», написані ним спеціально для «Маленького принца» в 1994 році, а також пісня Сергія Трофімова «Ти зрадила любов».